# Mieko Yoshimura
Pour les articles homonymes, voir Yoshimura.
Mieko Yoshimura (吉村 美栄子, Yoshimura Mieko) est une femme politique japonaise, née le 19 mai 1951 à Ōe. Elle commence sa vie professionnelle dans le domaine juridique, avant d'être élue au poste de gouverneure de la préfecture de Yamagata depuis 2009, faisant d'elle la première femme à obtenir ce poste. Elle est la sixième femme à avoir été élue gouverneure au Japon. Bien que soutenue par le Parti démocrate du Japon, elle candidate à la tête de la préfecture en tant qu'indépendante, est est continuellement réélue depuis 2009.

## Jeunesse et études
Yoshimura naît le 19 mai 1951 à Ōe, dans la préfecture de Yamagata. Elle effectue ses études secondaires au lycée pour jeunes filles Yamagata Nishi. En 1974, elle termine ses études à l'Université pour femmes d'Ochanomizu. Sa mère tombe alors grandement malade, et, en tant que fille aînée, elle retourne à Yamagata pour s'occuper de sa mère. 
En 1981, elle suit ensuite une formation de scrutateur administratif (en), une profession juridique japonaise émettant décrets et permis pour les gouvernements locaux,. Elle s'investit alors dans plusieurs comités et assemblées préfectorales, notamment le Conseil sur l'éducation de la préfecture de Yamagata, le Conseil préfectoral de politique générale, le Comité préfectoral de suivi des appels d'offres ou le Conseil préfectoral de promotion agricole et rurale.  

## Carrière électorale
En 2009, elle brigue le poste de gouverneur de la préfecture de Yamagata, sa première tentative d'entrée en politique. Lors de ces élections, elle met en avant sa participation aux nombreux comités dont elle a fait partie, afin de légitimer son expérience. Bien que sans étiquette, elle est soutenue par la majorité des partis d'opposition : le Parti démocrate du Japon, le Parti communiste japonais et le Parti social-démocrate japonais. Elle est opposée à Hiroshi Saitō (en), gouverneur sortant soutenu par le Parti libéral-démocrate, du premier ministre Tarō Asō. Elle gagne cette élection d'une courte tête, dans une préfecture pourtant réputée pour être un bastion du parti au pouvoir. Cette victoire fragilise le parti libéral-démocrate et le premier ministre en poste, à quelques mois des élections législatives au Japon. 
À l'issue de cette élection, elle devient la première femme à gouverner une préfecture de la région du Tōhoku. Conformément à ses promesses de campagne, elle réduit la pension accordée aux anciens gouverneurs de la région, et diminue considérablement le nombre de postes de vice gouverneurs. Durant son mandat, elle se consacre à un plan de relance et de sécurisation de l'emploi local, qu'elle développe fortement. Elle est également responsable de la mise en place d'un bureau de la politique de l'enfance sous le contrôle direct du gouverneur, afin de proposer des solutions sur le vieillissement de la population japonaise.  

Yoshimura en durant la pandémie de Covid-19, avec un masque personnalisé représentant ses cerises fétiches.

En 2013, elle est réélue à son poste de gouverneure de la préfecture de Yamagata sans vote, car sans adversaires, une première dans la préfecture depuis 1959,. Bien que se déclarant sans étiquette, elle reçoit le soutien du Parti démocrate du Japon, du Parti communiste japonais et du Parti social-démocrate japonais. Elle entame une campagne de revalorisation du terroir de la préfecture de Yamagata, notamment de son riz et de ses cerises, qui comptent parmi les produits agricoles les plus prisés de la région. Pour en faire la promotion, elle porte régulièrement des broches avec des cerises, et va même jusqu'à porter un casque à l'effigie d'une cerise lors d'un meeting politique en 2014,.
En 2017, elle est de nouveau réélue à son poste de gouverneure, toujours sans opposition. Durant son troisième mandat, Yoshimura s'est concentré sur la revalorisation de la préfecture de Yamagata, encourageant le tourisme et valorisant les productions locales,,. La fin de son mandat est notamment marquée par la pandémie de Covid-19. Pour aider sa préfecture durant cette crise sanitaire, elle et plusieurs de ses collaborateurs font dont de l'intégralité de leur indemnité de fin de mandat aux hôpitaux locaux, pour lutter contre le virus. Elle encourage également fortement les plus jeunes à se faire vacciner, afin de ne pas limiter les déplacements inter-préfectures pendant l'été 2021.   
En 2021, elle est candidate à sa réélection, cette fois contre un opposant : Rika Ouchi, ancienne membre de l'assemblée préfectorale de Yamagata, soutenue par le Parti libéral-démocrate. C'est ainsi la première fois en douze ans qu'un candidat du PLD est désigné dans cette préfecture. Il s'agit du premier duel au Japon entre deux femmes, concourant toutes deux pour le même poste de gouverneur. Dans un contexte de pandémie de Covid-19, cette élection a pour enjeu la reprise de l'économie locale, affectée par la crise sanitaire, et le vieillissement de la population de la préfecture. Yoshimura fait campagne en insistant sur sa volonté de supprimer les frais de gardes d'enfants, de revitaliser et numériser l'économie locale, et est réélue avec une large avance. 
Elle continue de faire face à la pandémie de coronavirus pendant ce mandat, et agit à l'échelle locale, en décrétant l'état d'urgence sanitaire dans la préfecture de Yamagata. 

## Prises de positions
Depuis la catastrophe de Fukushima en 2011, Yoshimura appelle à réduire la dépendance du Japon à l'énergie nucléaire,. Dans la préfecture de Yamagata, elle promeut le développement des énergies renouvelables et l'ouverture de plusieurs postes dans ce secteur.
Yoshimura est également fortement impliquée dans la lutte contre les discriminations faites aux femmes, plaidant pour une revalorisation du rôle de la femme japonaise dans la société. 

## Vie personnelle
Elle rencontre son mari, un avocat, alors qu'ils sont encore lycéens, et se marie en 1976, année de naissance de leur fille. Elle donne également naissance à un fils en 1978. Son mari décède en 1997. Elle porte en haute estime l'ingénieur et homme politique danois Enrico Dalgas (en), pour son optimisme et sa capacité à trouver des solutions aux problèmes rencontrés.  